# Eduardo Gómez (actor)
Eduardo Gómez Manzano (Madrid, 27 de julio de 1951-ib., 28 de julio de 2019) fue un actor y cómico español, conocido por su participación en las series de televisión Aquí no hay quien viva, La que se avecina y Gym Tony.

## Biografía
Empezó como actor a finales de la década de los 90, cuando un amigo le invitó a la grabación de la serie ¡Ay, Señor, Señor!, en la que hizo una pequeña intervención que supuso el principio de su trayectoria. Anteriormente había realizado trabajos como figurante y había trabajado en diversos empleos, como vendedor de enciclopedias a domicilio, camarero, dependiente de grandes almacenes o albañil.
Su carrera se desarrolló principalmente en televisión. Se hizo conocido para el gran público a partir de su trabajo en Aquí no hay quien viva, serie de televisión emitida por Antena 3 entre los años 2003 y 2006, en la que interpretó el papel de Mariano Delgado, padre de Emilio (Fernando Tejero), el portero del edificio. Además de una gran popularidad, dicho papel le reportó en el año 2005 concretamente el Premio de la Unión de Actores y Actrices al mejor actor secundario en televisión. También participó, entre el año 2007 y el año 2013, en su serie derivada La que se avecina, en la que interpretó a Máximo Ángulo, que primero fue portero del edificio Mirador de Montepinar y después camarero del bar Max & Henry. Abandonó la serie debido a que estaba agotado tras diez años de trabajo ininterrumpido.
Es conocido también por sus pequeños papeles y cameos en el cine. En el año 2003, interpretó al agente Cornejo en La gran aventura de Mortadelo y Filemón. En 2005, hizo un cameo en la película Torrente 3: El protector, de Santiago Segura. Cuatro años después que fue en 2009, participó en la primera spoof movie española, Spanish Movie, haciendo una parodia de Diego Alatriste.
El 3 de enero de 2013 llamó al programa Tiene arreglo, de Canal Sur Televisión, para donar mil euros a una familia con graves dificultades económicas.[cita requerida]
En enero de 2014 participó como jurado del programa El pueblo más divertido de España de La 1.
En febrero de 2015 se incorporó a la serie diaria Gym Tony, que emitió Cuatro, en el papel de Juanito, un exfutbolista venido a menos.

### Vida personal
El actor residía entre Madrid y Mijas. Desde 2009 hasta 2016 mantuvo una relación sentimental con su novia Jessica, quien era 37 años menor que él. De una relación anterior tenía un hijo, Héctor.
Falleció en Madrid el 28 de julio de 2019, un día después de cumplir 68 años, al no superar un cáncer de laringe. Además de los directores de las dos series en las que participó, Alberto Caballero y Laura Caballero, acudieron a despedirse de él compañeros como Fernando Tejero, José Luis Gil,  Malena Alterio, Daniel Guzmán , Laura Pamplona, Vanesa Romero, Fernando Ramallo, Melani Olivares, Yolanda Ramos, Macarena Gómez, Nacho Guerreros, Cristina Castaño, Nathalie Seseña y Antonia San Juan. Fue incinerado y sus cenizas están en el Cementerio de la Almudena.

## Filmografía

### Cine
| Año  | Título                                  | Personaje              | Dirección               |
| ---- | --------------------------------------- | ---------------------- | ----------------------- |
| 1993 | Todos a la cárcel                       |                        | Luis García Berlanga    |
| 1995 | Belmonte                                |                        | Juan Sebastián Bollaín  |
| 1996 | Los Porretas                            |                        | Carlos Suárez           |
| 1996 | La sal de la vida                       |                        | Eugenio Martín Márquez  |
| 1997 | Dame algo                               |                        | Héctor Carré            |
| 1998 | El milagro de P. Tinto                  | Cartero                | Javier Fesser           |
| 1998 | Grandes ocasiones                       |                        | Felipe Vega             |
| 1998 | Torrente: el brazo tonto de la ley      | Hombre en los billares | Santiago Segura         |
| 1999 | La lengua de las mariposas              | Hombre pajarito sabio  | José Luis Cuerda        |
| 1999 | Muertos de risa                         | El pobre Tino          | Álex de la Iglesia      |
| 2000 | La comunidad                            | García                 | Álex de la Iglesia      |
| 2000 | Raluy, una noche en el circo            | Hombre heterosexual    | Óscar Vega              |
| 2000 | Maestros                                |                        | Óscar del Caz           |
| 2002 | 800 balas                               | Ahorcado               | Álex de la Iglesia      |
| 2003 | La gran aventura de Mortadelo y Filemón | Cornejo                | Javier Fesser           |
| 2003 | El oro de Moscú                         | Operario de cámara     | Jesús Bonilla           |
| 2003 | El elefante del rey                     | Mánager                | Víctor García León      |
| 2003 | ¡Buen viaje, Excelencia!                | Jefe de cocina         | Albert Boadella         |
| 2004 | Tiovivo c. 1950                         | Pepito                 | José Luis Garci         |
| 2004 | Isi/Disi. Amor a lo bestia              | Pitu                   | Chema de la Peña        |
| 2004 | El chocolate del loro                   | Bedel                  | Ernesto Martín          |
| 2005 | Crimen ferpecto                         | Taxista                | Álex de la Iglesia      |
| 2005 | Torrente 3: El protector                | Hombre del hotel       | Santiago Segura         |
| 2005 | Ninette                                 | Jugador de mus         | José Luis Garci         |
| 2005 | Kibris                                  | Pepe                   | Germán Monzó            |
| 2005 | R2, el caso del cadáver sin cabeza      | Benito                 | Álvaro Sáenz de Heredia |
| 2007 | Shevernatze, una epopeya marcha atrás   | Señor bajito           | Pablo Palazón           |
| 2009 | Spanish Movie                           | Diego                  | Javier Ruiz Caldera     |
| 2010 | Entrelobos                              | Caragorda              | Gerardo Olivares        |
| 2011 | No lo llames amor... llámalo X          | Elorza                 | Oriol Capel             |
| 2014 | El Señor Manolo                         | Cliente de estanco     | Fernando Osuna          |
| 2015 | Anacleto: agente secreto                | Mac el Molécula        | Javier Ruiz Caldera     |
| 2017 | Rebobinando                             | Él mismo               | José Fernández Riveiro  |
| 2019 | Los Rodríguez y el más allá             | Botones                | Paco Arango             |
| 2020 | Makoki: Un Amor de Muerte               |                        | Esteban Díaz Baena      |

### Cortometrajes
| Año  | Título                              | Personaje       | Dirección                  |
| ---- | ----------------------------------- | --------------- | -------------------------- |
| 1997 | El origen del problema              |                 | Alber Ponte                |
| 1997 | Hechizo lunar                       | Padre           | Óscar Vega                 |
| 1997 | Náufragos                           | Barrendero      | Andrés Pajares             |
| 1999 | Potaje de pasiones                  |                 | Teté Ballesta y Nacho Zinc |
| 1999 | La isla de la tortuga               | Enterrador 2    | Jesús del Cerro            |
| 1999 | Water Close                         |                 | Ricardo Serrano            |
| 2000 | Abéñula                             | Fermín          | Cela Ortega                |
| 2000 | Sólo para un tango                  | Chema           | Toni Bestard y Adán Martín |
| 2000 | Pasaporte                           |                 | Eduardo Gómez              |
| 2000 | ¿Qué hay de postre?                 | Paco            | Helio Mira                 |
| 2000 | Capitán general                     | Antonio         | Arturo Ruiz Serrano        |
| 2001 | Desaliñada                          | Camarero Manolo | Gustavo Salmerón           |
| 2001 | Parigi                              | Portero         | Mario Schoendorff          |
| 2001 | Die Grüne Dattel                    | Padre           | Toni Bestard y Adán Martín |
| 2002 | Expediente WC                       | Morilla         | Arturo Ruiz Serrano        |
| 2002 | Casa Fouce                          | Arturo Fouce    | Álvaro González            |
| 2002 | Cuento de navidad (para indigentes) | Vagabundo       | Chumilla-Carbajosa         |
| 2003 | Nunca es tarde                      |                 | Emilio Pacheco             |

### Series de Televisión

#### Personajes fijos
| Año                   | Título                                    | Personaje                       | Canal       |
| --------------------- | ----------------------------------------- | ------------------------------- | ----------- |
| 2003-2006             | Aquí no hay quien viva                    | Mariano Delgado                 | Antena 3    |
| 2007-2013, 2019 (voz) | La que se avecina                         | Máximo Maxi Angulo "Mente Fría" | Telecinco   |
| 2015-2016             | Gym Tony                                  | Juan Juanito Sánchez            | Cuatro      |
| 2017                  | Gym Tony LC                               | Juan Juanito Sánchez            | Cuatro, FDF |
| 2017                  | Chiringuito de Pepe (Especial de Navidad) | Matías el Palmitas              | Telecinco   |

#### Personajes episódicos
| Año       | Título                | Personaje             | Canal     |
| --------- | --------------------- | --------------------- | --------- |
| 1991-1995 | Farmacia de guardia   |                       | Antena 3  |
| 1994      | ¡Ay, Señor, Señor!    | Amigo de Paco         | Antena 3  |
| 1995-1999 | Médico de familia     | Fumigador             | Telecinco |
| 1996-1999 | El súper              |                       | Telecinco |
| 1996-2000 | La casa de los líos   | Ramiro                | Antena 3  |
| 1998      | Una de dos            |                       | La 1      |
| 1998-1999 | Tío Willy             |                       | La 1      |
| 1998-2001 | Manos a la obra       | Don Marcial           | Antena 3  |
| 1999      | Periodistas           | Frutero               | Telecinco |
| 1999      | Ellas son así         | Contable Juan Jorroso | Telecinco |
| 2000      | ¡Ala... Dina!         | Retrete               | La 1      |
| 2000      | La ley y la vida      | Taxista               | La 1      |
| 2000-2001 | Abierto 24 horas      |                       | Antena 3  |
| 2001      | Omaita en la primera  | Ligue de Gloria       | La 1      |
| 2003      | Los Serrano           | Benny                 | Telecinco |
| 2008      | Escenas de matrimonio |                       | Telecinco |
| 2019      | Matadero              |                       | Antena 3  |

#### Programas de televisión
- Tú sí que vales (2012-2013) (jurado popular) en Telecinco.
- El pueblo más divertido de España (2014) (jurado) en Televisión Española.
- Trabajo temporal (2018) (concursante) en Televisión Española.

### Teatro
- Maravilla, diez y pico.
- El niño judío - Zarzuela.

## Premios

### Premios de la Unión de Actores y Actrices
| Año  | Categoría                            | Película / Serie       | Resultado |
| ---- | ------------------------------------ | ---------------------- | --------- |
| 2002 | Mejor actor de reparto de cine       | 800 balas              | Nominado  |
| 2004 | Mejor actor secundario de televisión | Aquí no hay quien viva | Ganador   |

### Festival de Cine de Alicante
| Año  | Categoría                   | Resultado |
| ---- | --------------------------- | --------- |
| 2010 | Premio "Ciudad de Alicante" | Ganador   |